# Maxingvest
Die Maxingvest GmbH & Co. KGaA (Eigenschreibweise: maxingvest) (bis Juli 2023: Maxingvest AG) (vormals: Tchibo Holding AG) ist eine deutsche Beteiligungsgesellschaft mit Sitz in Hamburg. Sie führt die operativ selbstständig tätigen Konzerne Tchibo (100 %) und Beiersdorf AG (knapp 51 Prozent der Stimmrechte). Daneben hält Maxingvest überwiegend vermögensverwaltende Tochtergesellschaften.
Der Unternehmensname verweist auf das Gründerpaar Max und Ingeburg Herz. Das Unternehmen befindet sich vollständig im Eigentum der Familie Herz.

## Geschichte
In den ersten Jahren deckt sich die Geschichte mit der des Tchibo-Konzerns: Max Herz und Carl Tchiling-Hiryan gründeten 1949 die Tchibo GmbH. Der Markenname Tchibo entstand aus dem Namen Tchiling und dem Wort Bohne. Die beiden Gründer hatten die Idee, Kaffee per Post zu versenden. Max Herz leitete das Unternehmen bis zu seinem Tod im Jahr 1965. Nach dem Tod seines Vaters führte ab 1965 Günter Herz das Unternehmen weiter.
Tchibo erwarb 1974 eine Minderheitsbeteiligung an der Beiersdorf AG und 1980 die Mehrheitsbeteiligung an der Reemtsma Cigarettenfabriken GmbH. Durch diese Beteiligungsgeschäfte erreichte Tchibo eine höhere Diversifikation, handelte sich mit Reemtsmas Brauereibeteiligungen allerdings auch unrentable Geschäftsfelder ein. 1977 wurde die Holding gegründet.
1988 wandelte sich die Tchibo Frisch-Röst-Kaffee AG in die Tchibo Holding AG (heute Maxingvest) um und gliederte das Kaffee-Geschäft in die neu gegründete hundertprozentige Tochter Tchibo Frisch-Röst-Kaffee GmbH aus.
2001 übernahm Ludger Staby den Vorstandsvorsitz der Tchibo Holding von Günter Herz und erhöhte die Beteiligung an der Beiersdorf AG; die Geschwister Günter und Daniela Herz schieden in der Folge aus und verkauften ihre Anteile an ihre Geschwister Michael und Wolfgang.
2002 verkaufte Tchibo seine Beteiligung an der Reemtsma Cigarettenfabriken GmbH an die Imperial Tobacco. In der Folge kaufte Tchibo von der Allianz deren 44-Prozent-Anteil an Beiersdorf. Der Kaffee-Konzern überbot damit den Beiersdorf-Konkurrenten Procter & Gamble, der ebenfalls auf die Allianz-Anteile geboten hatte. Dies wurde von Hamburger Politikern begrüßt, die den Verkauf des erfolgreichen Hamburger Unternehmens Beiersdorf an einen ausländischen Konzern befürchtet hatten und Tchibo daher beim Kauf unterstützten.
Am 5. Juli 2007 benannte sich die Tchibo Holding durch Mehrheitsbeschluss der Hauptversammlung in Maxingvest um.

## Aktionäre
Die Anteile an Maxingvest verteilen sich wie folgt auf die Familie Herz:
- 40,0 % – Michael Herz
- 40,0 % – Wolfgang Herz
- 20 % – Max und Ingeburg Herz Stiftung

## Beteiligungen
Der Maxingvest-Konzern besteht aus der Holding Maxingvest AG, den beiden operativ tätigen Unternehmen Tchibo und Beiersdorf sowie weiteren Tochtergesellschaften, die überwiegend vermögensverwaltend tätig sind. Die wesentlichen operativen Unternehmen sind:
- Tchibo (2021: 3,256 Mrd. Euro Umsatz, 11.237 Mitarbeiter)[2]
  - Tchibo GmbH, Hamburg (100 %)
  - Eduscho (Austria) GmbH, Wien, Österreich (100 %)
  - Tchibo Schweiz AG, Winterthur, Schweiz (100 %)
  - Tchibo Coffee Service GmbH, Hamburg (100 %)

- Beiersdorf (2021: 7,627 Mrd. Euro Umsatz, 20.478 Mitarbeiter)[2]
  - Beiersdorf AG, Hamburg (51,89 % der Stimmrechte, davon 50,46 % mittelbar über eine gemeinsam mit der Joachim Herz Stiftung (Maxingvest 84,4 %, Joachim Herz Stiftung 15,6 %) besessene Beteiligungsgesellschaft und 0,72 % unmittelbar) mit folgenden Tochtergesellschaften:
    - Beiersdorf Ges mbH, Wien
    - La Prairie Group Deutschland GmbH, Baden-Baden
    - Tesa SE, Hamburg (als unabhängiger Teilkonzern geführt)
- Blume2000 SE[9] (2022: 225,8 Mio. Euro Umsatz, 1771 Mitarbeiter)[10]